# Klinik Sankt Elisabeth
Die Klinik Sankt Elisabeth ist eine Belegarztklinik in Heidelberg mit den Abteilungen Geburtshilfe, Orthopädie, Gynäkologie und Plastische Chirurgie. 

## Organisation
Über 20 Fachärztinnen und Fachärzte sind in der Klinik belegärztlich tätig. Träger der Klinik ist ein von den Schwestern vom Heiligen Josef zu Saint Marc Provinz St. Trudpert getragener Verein. Der frauenärztliche Notfalldienst für Heidelberg und den Rhein-Neckar-Kreis befindet sich in der Klinik Sankt Elisabeth. Organisiert wird er durch das Gynäkologische Ärztenetz Heidelberg/Rhein-Neckar e.V., einen Zusammenschluss von ca. 80 Frauenärztinnen und Frauenärzten der Region.

## Geschichte
Im Jahr 1925 gründete der damalige Heidelberger Stadtpfarrer August Dietrich die Klinik als private gemeinnützige Frauenklinik mit geburtshilflicher Abteilung. Sein Ansinnen war, vor allem Frauen mit geringen Geldmitteln eine sichere Entbindung und kompetente medizinische Behandlung zuteilwerden zu lassen. Die Pflege der Patientinnen wurde ab Oktober 1925 durch die Kongregation der Schwestern vom heiligen Josef übernommen, deren Mutterhaus das Kloster Sankt Trudpert in Münstertal im Schwarzwald ist. 1926 zog die Klinik in die Villa Haus Felseck am Schlossberg um, wo den Frauen 40 Betten für Geburtshilfe und Gynäkologie zur Verfügung standen. Bis 1976 wurden in der Klinik Sankt Elisabeth ungefähr 40.000 Kinder entbunden.
Anfang der 1970er Jahre gelangten die Aufnahmemöglichkeiten der Klinik an ihre Grenzen, so dass die Klinikleitung ab 1971 Grundstücke für einen Neubau suchte. In Heidelberg-Handschuhsheim erfolgte dann am 6. Juli 1973 der erste Spatenstich. Drei Jahre dauerten die Bauarbeiten, bis am 10. September 1976 das neue Klinikgebäude in der Max-Reger-Straße eingeweiht werden konnte.